# Chakobsa
Pour la langue imaginaire du cycle de Dune, voir Chakobsa (langue imaginaire).
Le chakobsa est une langue abkhazo-adygienne (à rattacher possiblement au sous-groupe circassien (en)), aussi appelée shikwoshir, c'est-à-dire « langue cynégétique ». C'était à l'origine une langue secrète ayant cours entre aristocrates, qui est encore employée par leurs descendants. Jacob Reineggs fut le premier à recenser du chakobsa, sous la forme d'une liste de 19 mots. Bien que ces mots soient d'apparence abkhazo-adygienne, ils n'ont de parent dans aucune langue de cette famille ni aucune autre. Le chakobsa pourrait être une forme de circassien chiffrée en permutant des mots et en modifiant des phonèmes, comme le javanais mais en plus complexe.
Le chakobsa du roman Dune s'en inspire,, mais les exemples imaginaires qu'en donne le roman sont en réalité un mélange de romani, de serbo-croate et d'arabe.